# 왕배
왕배(본명은 김왕배, 1984년 9월 14일 ~ )는 대한민국의 연예인 및 성범죄자 이다. 2023년 성추행 및 직장내괴롭힘으로 국정감사 증인으로 채택되었다. 폭행, 상해, 성추행, 담뱃재를 먹이는 행위로 인한 직장 내 괴롭힘 등으로 처벌을 받은 범죄 이력이 있다. 2002년 보이 그룹 "보이스 립"의 보컬리스트 겸 래퍼 데뷔했고, 가수 제이(J), 한나, 샤크라, 메이린(솜이) 노래의 피처링을 담당했다. 2023년 성추행 및 직장내괴롭힘으로 국정감사 증인으로 채택되었다.

## 음반
싱글 음반
- 《가을처럼》 (2013년)
- 《사랑에 지쳐도》 (2013년)
- 《그대는 모르죠》 (2012년)
- 《고백》 (2011년)
- 《Rhythm ＆ Muse》 (2005년)

보이스 립(Boys Lip)
- 《1집 Blessing》 (2002년)

참여 음반
- 《이의정 - Reengaging》 (2009년)
  - 〈윤선수(Feat. 왕배)〉

## 출연작

### 텔레비전 프로그램
- 《가족오락관》 (KBS1)
- 《벅스 온 탑》 (ETN)
- 《tvNGELS 시즌 2》 (tvN)
- 《tvNGELS 시즌 3》 (tvN)
- 《온에어 댄스 스캔들》 (MBC GAME)
- 《스타 펫 키우기》 (Comedy TV)
- 《생방송 톡!톡! 보니하니》 (EBS)
- 《오늘의 스포츠 & 연예》 (ETN)
- 《MT왕》 (MBC 드라마넷)
- 《한영의 락유》 (온게임넷)
- 《닥터의 승부》 (JTBC)
- 《섹션TV 연예통신》 (MBC)
- 《대한민국 행복발전소》 (KBS1)
- 《도전 1000곡》 (SBS)
- 《2013/2014 바스켓 W》 (KBS N스포츠)
- 《켠김에 왕까지》 (온게임넷)
- 《TV특종 놀라운 세상》 (MBC)
- 《런닝맨》 (SBS)
- 《쓰리벌떡 성인방송》 (종편)

https://www.clien.net/service/board/park/13151946

### 광고
- 《코니카 필름》

### 뮤지컬
- 《렌트》

### 라디오 프로그램
- 2016년 EBS FM 《EBS 책 읽는 라디오 낭독 시리즈》